# Luigi Cadorna
Luigi Cadorna (Verbania, 4 september 1850 - Bordighera, 21 december 1928) was een Italiaanse veldmaarschalk, vooral bekend als de opperbevelhebber van het Italiaanse leger tijdens de eerste helft van de Eerste Wereldoorlog.

## Vroege carrière
Hij werd geboren als de zoon van generaal Raffaele Cadorna in Verbania, Piëmont. Na zijn indiensttreding bij het Italiaanse leger in 1866 werd hem in 1908 voor het eerst de positie van Stafchef aangeboden. Dit weigerde hij om de vraag van politieke controle van het leger in oorlogstijd. Deze positie werd hem in 1914 weer aangeboden bij het uitbreken van de Eerste Wereldoorlog. Toen Italië in 1915 de kant van de geallieerden koos had hij 36 infanteriedivisies ter beschikking, die tezamen uit 875.000 man bestonden, maar over slechts 120 moderne artilleriestukken beschikten.

## Eerste Wereldoorlog
Cadorna lanceerde in 1915 vier offensieven  tegen de centralen, allemaal aan de Isonzo. Het doel van deze aanvallen was het veroveren van het fort in Gorizia. Dit zou doorgang verschaffen voor het leger naar Triëst of naar de Ljubljanapas. Alle vier de offensieven faalden, waarbij Italië 250.000 soldaten verloor. Cadorna zou uiteindelijk 11 slagen uitvechten aan de Isonzo tussen 1915 en 1917. Extra troepen werden opgesteld in Trente. Deze troepen vielen aan in de richting van Rovereto, Trente en Bolzano, maar ook deze aanvallen faalden. Het terrein langs Isonzo en in de provincie Trente was volledig ongeschikt voor offensieven. Het was een ruig, bergachtig terrein zonder ruimte voor manoeuvres.
De historici beschrijven Cadorna als een praalzuchtige potentaat, onvoorzichtig met zijn troepen en met minachting voor de politieke autoriteiten van zijn land. Tijdens de oorlog ontsloeg hij 217 generaals en tijdens de Slag bij Caporetto zou hij opdracht hebben gegeven tot executie van officieren van wie de troepen terugtrokken.
Op 24 oktober 1917 brak een gecombineerd Oostenrijks-Hongaars/Duits leger door over de Isonzo Rivier bij Caporetto en tot 12 november was het opgerukt tot de Piave. Onder meer omdat Cadorna zijn troepen ver vooruit had opgesteld en niet in diepte had verdedigd, liep het uit op een catastrofe. Het Italiaanse leger werd vernietigend verslagen en vluchtte, waarbij 275.000 soldaten zich overgaven. Cadorna werd hierna vervangen door generaal Armando Diaz.

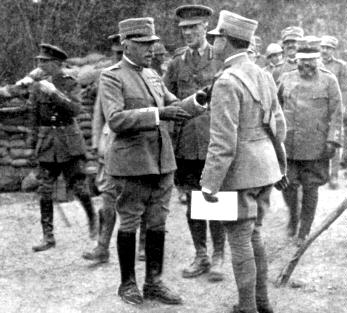
Luigi Cadorna

Na de oorlog werd er een onderzoek gehouden door de Italiaanse regering naar het verlies bij Caporetto. Het verslag werd gepubliceerd in 1919 en was uiterst kritisch over Cadorna. Cadorna was op dat moment een bittere oude man, bezig met het schrijven van zijn memoires. Hij beweerde dat hij niets kon doen aan het verlies. Toch werd hij benoemd tot veldmaarschalk (Maresciallo d'Italia) in 1924 toen Benito Mussolini aan de macht kwam.
Cadorna was berucht vanwege zijn extreem harde bevelvoering. Hij ging uit van de offensieve strategie: "We vallen aan en uiteindelijk lopen we de vijand omver". Toen de Italiaanse soldaten in de loop van 1915/1916 merkten dat ze door deze strategie alleen maar neergemaaid werden door de goed verschanste Oostenrijkse militairen weet Cadorna dit aan 'gebrek aan discipline'. Er is beweerd dat Cadorna decimering herinvoerde, een straf uit het Romeinse Rijk. Volgens geschiedkundige John Keegan zijn er wel individuele 'achterblijvers doodgeschoten, maar is dit niet als straf voor hele legereenheden gebeurd. Met 750 geexecuteerde soldaten had het Italiaanse leger het hoogste aantal van alle legers in WO1. Ze kregen geen recht op de Laatste Sacramenten noch op een kerkelijke begrafenis. Rondom het Caporetto-offensief waren de strafmaatregelen binnen het Italiaanse leger op zijn ergst. "Het verkeerd neerzetten van een drinkbeker werd beschouwd als muiterij" aldus een soldaat. "Je werd meteen doodgeschoten door je eigen mannen". Toen de Centralen bij Caporetto doorbraken gaven de Italianen zich massaal over.
Hoewel Cadorna door Benito Mussolini benoemd werd tot maarschalk was men het er al snel na zijn congé over eens dat hij 'de slechtste bevelhebber aller tijden' was. De promotie door Mussolini was een doekje voor het bloeden. Italië was en is van mening dat Cadorna het land meer kwaad dan goed gedaan heeft. Toch staat ook de huidige republiek Italië vierkant achter deze man. In 1996 spanden nazaten van onschuldig gedecimeerde militairen een proces aan tegen de Staat. Ze wilden eerherstel voor hun (over)grootvaders die dapper vochten en onterecht werden geëxecuteerd door eigen troepen. Er is een commissie gevormd onder voorzitterschap van president Napolitano die deze kwestie tot op de bodem uit zal zoeken. Tot op heden (2010) heeft deze groep nog geen definitieve conclusies kunnen trekken.
Groot-Brittannië eerde hem met de Orde van het Bad in 1915. Hij stierf in 1928 in Bordighera.

## Militaire carrière
- Maarschalk van Italië (Maresciallo d'Italia): 3 november 1924[1]
- Generaal (Comandante di corpo d'armata): 20 maart 1910[1]
- Luitenant-generaal (Tenente generale): 19 januari 1905 (2 september 1919 datum van pensionering)[1]
- Generaal-majoor (Maggiore generale): 10 augustus 1898[1]
- Kolonel (Colonnello): 12 juni 1892[1]

## Onderscheidingen
- Orde van Sint-Mauritius en Sint-Lazarus
  - Grootkruis op 30 januari 1915[1]
  - Grootofficier op 7 juli 1910[1]
  - Commandeur op 30 maart 1907[1]
  - Officier op 13 maart 1898[1]
  - Ridder op 30 maart 1889[1]
- Ridder Grootkruis in Militaire Orde van Savoye op 28 december 1916[1]
- Orde van de Italiaanse Kroon
  - Ridder Grootkruis op 29 december 1910[1]
  - Grootofficier op 28 december 1902[1]
  - Commandeur op 2 januari 1898[1]
  - Officier op 27 december 1894[1]
  - Ridder op 31 december 1885[1]
- Medaglia commemorativa dell'Unità d'Italia
- Medaglia mauriziana (50 dienstjaren)
- Medaglia commemorativa della guerra italo-austriaca 1915-1918
- Ridder Grootkruis in de Orde van Sint-Marinus
- Grootlint in de Leopoldsorde
- Ridder Grootkruis in de Orde van de Rode Adelaar
- Ridder Grootkruis in de Legioen van Eer
- Ridder Grootkruis in de Orde van Danilo
- Intergeallieerde Medaille
- Orde van Michaël de Dappere, 1e Klasse
- Croix de guerre (Frankrijk)
- Oorlogskruis (België)
- Ridder Grootkruis in de Orde van de Ster van Karageorge
- Ridder Grootkruis in de Orde van het Bad (Militaire divisie) op 27 november 1915[2]